# Polysyncraton jugosum
Polysyncraton jugosum är en sjöpungsart som först beskrevs av William Abbott Herdman och John Leonard Riddell 1913.  Polysyncraton jugosum ingår i släktet Polysyncraton och familjen Didemnidae. Inga underarter finns listade i Catalogue of Life.